# Drexciya (film)
Pour plus de détails, voir Fiche technique et Distribution.
Drexciya est un film documentaire ghanéen réalisé en 2011.

## Synopsis
Drexciya brosse le portrait d’une piscine abandonnée sur la plage Riviera, à Accra au Ghana. Cette plage fut, en son temps, connue pour être la meilleure du pays. Durant l’époque post-coloniale, au début de l’ère Kwame Nkrumah, le club Riviera Beach fut un luxueux hôtel Ambassador qui prospéra jusqu’au milieu des années 1970. La piscine olympique, aujourd’hui dans un état de délabrement avancé, est désormais utilisée par les habitants dans un autre but que la natation. Le film s’inspire du mythe d’un groupe underground basé à Détroit, Drexciya.

## Fiche technique
- Réalisation : Akosua Adoma Owusu
- Production : Obibini Pictures
- Image : Dustin Thompson Akosua Adoma Owusu
- Montage : Dustin Thompson
- Son : Nathan Ruyle

## Récompenses
- Tánger 2011
- Mención Especial FCAT 2011